# Bednarzowa Kopka
Bednarzowa Kopka (2350 m) – turniczka o dwóch wierzchołkach w Grani Hrubego w słowackiej części Tatr Wysokich. Znajduje się pomiędzy Zadnią Bednarzową Ławką a  Bednarzowymi Wrótkami. Witold Henryk Paryski, który w 8. tomie przewodnika wspinaczkowego nadał nazwy wszystkim turniom i przełączkom w Grani Hrubego wiedział o niej, pisząc, że w północno-zachodniej grani znajduje się charakterystyczny garb o dwóch rogach. Nie nadał jednak turniczce nazwy. Władysław Cywiński przypuszcza, że nie chciał naruszać zastosowanej w nazewnictwie dla tej grani „trójkowej zasady” (są po 3 Teriańskie, Niewcyrskie, Garajowe, Walowe i Bednarzowe Turnie). Nazwę tej czwartej Bednarzowej turniczki (oraz przełączki Bednarzowe Wrótka) wprowadził W. Cywiński w 14. tomie swojego przewodnika wspinaczkowego.
Bednarzowa Kopka to dość wyraźna kopka w grani. Jej północne żebro ma różnicę wysokości około 170 m i dolną ostrogę w miejscu, w którym zacięcie Bednarzowych Wrótek łączy się z Kominem Psotki. Oddziela ono dwie zbudowane z płyt skalne formacje. Lewa (patrząc od dołu) ciągnie się aż po ostrze filara Zadniej Bednarzowej Turni, prawa tworzy ścianę wspólną dla Bednarzowej Kopki, Zadniej Bednarzowej Ławki i Pośredniej Bednarzowej Turni. Grupy tych płyt poprzedzielane są pionowymi, kilkumetrowej wysokości ściankami.
Nazwy „Bednarzowych” obiektów upamiętniają Wojciecha Bednarza – przewodnika zasłużonego dla poznania masywu Hrubego Wierchu, który razem z Ksawerym Gnoińskim dokonał pierwszego wejścia na Pośrednią Bednarzową Turnię.
W Grani Hrubego dozwolone jest taternikom tylko przejście granią lub wspinaczka od strony Doliny Hlińskiej. Niewcyrka jest obszarem ochrony ścisłej TANAP-u z zakazem wstępu.

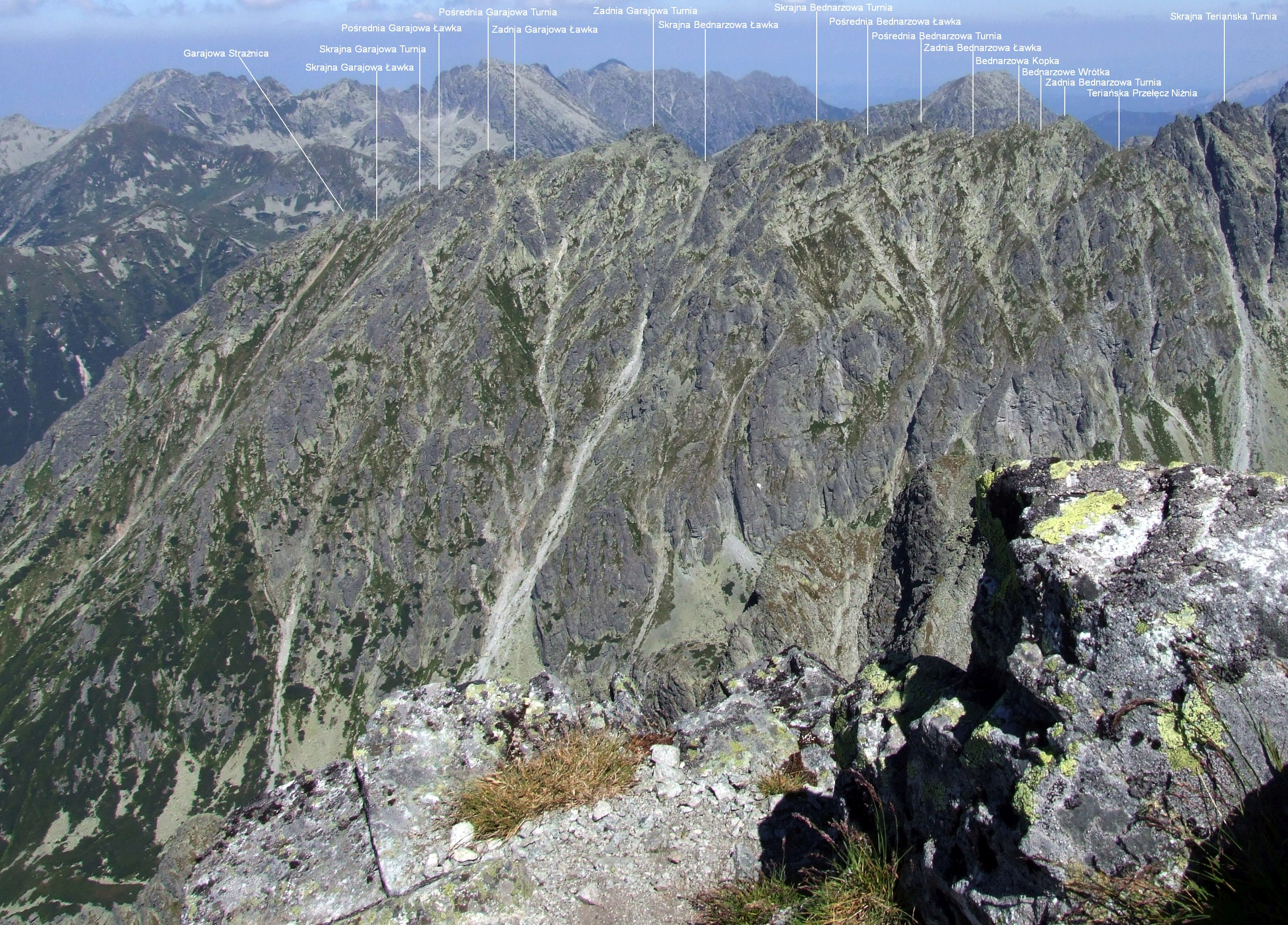
Widok z Krywania